# Yoshie Inaba
Yoshie Inaba (jap. 稲葉 賀恵 Inaba Yoshie; ur. 18 grudnia 1939 w Tokio) – japońska projektantka mody.

## Życiorys
Inaba urodziła się w Tokio, a dorastała w Kamakurze i Jokohamie.
W 1958 roku ukończyła Yokohama Futaba Gakuen, w 1960 roku Wydział Sztuki na Bunka Gakuin, a w 1963 roku Akademię Krawiectwa Hara Nobuko (obecnie Aoyama Fashion College). W 1964 roku otworzyła atelier haute couture. Później, w 1970 roku, założyła wraz z Takeo Kikuchim i Yuji Okusunokim firmę „BIGI”.
W 1972 roku założyła firmę „MOGA”, która w 1981 r. wypuściła na rynek markę „yoshie inaba”. W tym samym roku zdobyła nagrodę Fashion Editors Club of Japan. W 1988 roku została założona „L'Equipe Yoshie Inaba” jako marka odzieży codziennej oparta na motywie „komfortu”. Ponadto Inaba jest aktywna w wielu dziedzinach, w tym w projektowaniu mundurów dla różnych firm. Jesienią 2014 roku ukazała się jej pierwsza książka.
W 2012 r. firma pozwała Japan Airlines w związku z wyciekiem planów uniformów po rozwiązaniu umowy.
W 2024 roku ogłoszono, że po 43 latach marka „yoshie inaba” stworzona przez Inabe zniknie z rynku wraz z kolekcją jesień/zima 2024, a sklepy będą stopniowo zamykane do lutego 2025 roku.